# Real Gone
Real Gone er Tom Waits 19. album, specielt kendt for hittene Hoist That Rag og Top of the Hill. Albummet er også mærkbart, fordi hele albummet er indspillet på Tom Waits badeværelse. Dette forringer dog ikke lydkvaliteten på albummet. Albummet indeholder desuden, ud over de to ovenstående hits, en længere række sange, som alle har den samme lyd og stil. Real Gone er altså et album med meget den samme lyd. Den kan betragtes som en sang for sig selv, mellem albummet før det, Alice, og hans nyere Orphans, Bawlers, Brawlers and Bastards. Den unikke lyd bærer præg af, at albummet er meget vokalbaseret, ved at vokalen hyppigt bliver anvender som rytmeinstrument. Albummet skiller sig desuden ud ved at være det første hvorpå klaveret, der ellers oprindeligt var Tom Waits hovedinstrument, er pakket væk.

## Personer
- Brain – percussion, claps
- Les Claypool – bass
- Mark Howard – bells, claps
- Marc Ribot – guitar, banjo, cigar box banjo
- Larry Taylor – bass, guitar
- Casey Waits – drums, turntables, percussion, claps
- Tom Waits – vocals, guitar, chamberlin, percussion, shakers
- Trisha Wilson – claps

## Numre
- 1. "Top of the Hill"
- 2. "Hoist That Rag
- 3. "Sins of My Father"
- 4. "Shake It"
- 5. "Don't Go Into That Barn"
- 6. "How's It Gonna End"
- 7. "Metropolitan Glide"
- 8. "Dead And Lovely"
- 9. "Circus"
- 10. "Trampled Rose"
- 11. "Green Grass"
- 12. "Baby Gonna Leave Me"
- 13. "Clang Boom Steam"
- 14. "Make It Rain"
- 15. "Day After Tomorrow"
- 16. "Chickaboom"